# 李秀成
李秀成（1823年—1864年8月7日），原名李以文，廣西梧州人，太平天國重要將領，被封為忠王，稱榮千歲。在天京事變後，李秀成與陳玉成逐漸成為太平軍的主要統帥，李秀成曾主持第二次擊破清軍設立在天京附近的江南大營。天京被清軍攻陷後，李秀成帶領幼天王突圍，失散後被清軍捕獲，在獄中寫下數萬字的《李秀成自述》。

## 早年
李秀成是漢族客家人。幼時貧寒負債尤多，十歲後便要工作幫補家計。少年曾隨舅父讀過三年私塾，所用教材乃當時中國民間廣為流傳的《三國演義》，之後也曾從洪秀全研讀四書。到了二十六至二十七歲間，聽到洪秀全開始傳播拜上帝會，李秀成也信了教。

## 軍事生涯
1851年金田起義。1853年李秀成被升為軍帥，同年改任監軍，其後屢次升職。1858年天王洪秀全再設五軍主將，李秀成被封為後軍主將，於隔年被封為“忠王”。李秀成爱惜将才，对部下的缺点常予以包容，故部下对他衷心擁護。陈玉成对李昭寿的土匪作風很反感，李秀成却经常给予宽容。李秀成明知李昭寿、郜永宽、松王陳德風、妻舅宋永祺等有叛意，事先不加阻止，事后不加指责，乃至为其开脱。最終造成郜永寬等刺殺譚紹光，開城降清。
1860年3月，李秀成率軍突襲浙江杭州城，“围魏救赵”之计紓解清军江南大营圍攻天京的壓力，3月19日（二月二十七日），攻破杭州漢城，滿城駐防八旗因恐懼1853年太平軍屠殺江寧滿城的事件而殊死戰鬥，3月25日（三月初三日）清軍支援趕到，李秀成撤軍。4月11日（三月二十一日），李秀成與侍王李世賢、輔王楊輔清會議於安徽建平，決定援救天京，次日楊輔清部大敗清浙江提督鄭魁士、進占高淳縣東壩，再次日李世賢進占溧陽縣。4月23日（閏三月初三日），李世賢攻破句容縣，清副將梁克勛敗走，李秀成由溧陽經過赤山進軍天京。4月27日（閏三月初七日），各軍分路進攻江南大營，4月28日（閏三月初八日），李秀成、李世賢、平西主將吳定彩與清江南提督張國樑激戰，大敗張國樑，占領淳化鎮。5月2日（閏三月十二日），李秀成自江寧姚巧門進駐荊山尾，清軍和春、張國樑、王浚等於清波門陳家橋督戰防守。5月6日（閏三月十六日）清晨，李秀成與李世賢、楊輔清、英王陳玉成、吳定彩、靖東主將劉瑲琳、前軍主將吳如孝、右軍主將劉官芳、定南主將黃文金、求天義陳坤書攻破天京城東小水關清軍營壘，和春、許乃釗、王浚向鎮江撤退，張國樑斷後，天京解圍。5月11日（閏三月二十一日），李秀成與各王入天京城慶賀，商議戰略，李秀成與干王洪仁玕力主乘勝攻略江南，天王採納，由李秀成、李世賢、楊輔清、黃文金、劉瑲琳聯合東征江南，定限一個月回奏。
5月15日（閏三月二十五日），經過句容，攻向丹陽，5月19日（閏三月二十九日），李秀成與李世賢、楊輔清、劉瑲琳攻破丹陽，張國樑溺死，王浚、總兵熊天喜、副將蔡其容、知縣方濟泰戰死，和春、許乃釗退往常州府城。5月22日（四月初二日），李秀成與李世賢、楊輔清逼攻常州。5月26日（四月初六日），攻破常州，部下於常州府城進行屠城，居民自殺及被殺眾多。5月29日（四月初九日），李秀成進攻無錫縣城，遭到提督張玉良、總兵劉季三擊敗於城西北的高橋，李秀成軍傷亡數千；次日，李秀成親率親軍由惠山與營天義李遠繼強攻無錫城西門，擊敗張玉良、劉季三，張玉良等退往蘇州，李秀成以部下黃和錦留守無錫。6月1日（四月十二日），李秀成與李世賢抵達蘇州閶門，次日以內應進占蘇州城，巡撫徐有壬、按察使朱鈞自殺。李秀成部於無錫屠殺十九萬餘人。秀成自承於常州曾告誡部下，但部下未遵屠殺禁令，進入蘇州時則有更強約束，自言「自我收得蘇城，未殺一人」。並於蘇州建忠王府，遺址現為旅遊景點。同年下半年，在援救安慶的軍事行動中，李秀成率軍西進，次年上半年進至湖北東南部，在附近地方招兵30萬人，在知道其它地方的太平軍吃敗仗後，放棄進攻武漢三鎮，改向東進軍。這次退兵可以說是一個重大錯誤，錯失了與陳玉成聯攻安慶解圍的良機（後來李秀成被清軍囚禁時，曾國藩的幕僚曾就退兵一事問李秀成，並說李如果進攻武昌，安慶之圍便可解除了，李初時答兵力不足，最後說希望攻佔杭州以鞏固後方）。
1861年，李秀成第二次圍攻杭州城，秀成調整緩和對滿人的政策，預先请天王洪秀全“御批”赦免滿洲旗人，12月29日（十一月二十八日），攻破杭州漢城，浙江巡撫王有齡懸樑自盡，李秀成致書杭州將軍瑞昌議和，表示願釋放八旗全軍回家，滿城繼續死守，四日後攻破杭州滿城，李秀成“当即传令诸军”，对“被获满洲兵将”不准杀害，不愿投降者，给路费，“准其回国”；杭州八旗战死、被杀、自殺八千餘人，已少於江寧滿城之死者人數。王有齡自杀後，李秀成“费银三千两，”送其棺木护送回乡。太平軍繼續攻佔浙江大部份地區。
1862年李秀成率軍攻上海，在清軍和洋人聯合抵抗下，太平軍雖然有些進展，兵至現今上海思南路一帶，久攻之下仍未能佔領上海。此時清軍開始包圍天京，李在下半年時奉命調集大軍回救天京，猛攻四十多天仍未能擊退清軍，被迫撤退。賴文光、洪仁玕對李攻上海即頗不以為然（洪力主上海是外交問題應與英法外交談判處理，不應軍事攻佔，李不聽勸，不幸洪預見言中）。
1863年上半年，天王洪秀全命李秀成率軍渡過長江攻安徽，企圖以進攻清軍後方迫使包圍天京的清軍撤退，由於軍中糧食不足，加上天京外圍據點接連失守，李秀成被逼退回江南，太平軍在該次出征損失慘重，“前後失去戰士數萬餘人”，故湘軍得增益7萬兵力圍攻天京。李秀成搜刮有不少金银财宝，李鸿章入居苏州，見忠王府“内外四五十间，纯用金银装饰。”不禁叹道: “琼楼玉宇，曲栏洞房，真如神仙府宅。”天京危急，洪秀全命李秀成交出银两时，他一次就拿出了七万两巨款。蘇州失守後，天京形勢更為危急，年底時李秀成建議洪秀全“让城别走”，遭洪秀全拒绝。直至天京失守，李秀成留守天京。

## 死亡
1864年初湘軍完全包圍天京並於7月19日破城，李秀成帶領幼天王洪天贵福突圍。李秀成於危急時將座騎駿馬讓給洪天贵福，自己改乘劣馬而被追上。失散後走到一座山上，因財物露白而被人發現，最後被人捉送至曾國荃的清軍營。曾國荃動用割其臂股肉的殘酷刑罰。
李秀成在獄中寫下數萬字的自述，全書無結尾。自述原稿卷末第74頁以後的內容部份被撕去，有傳言謂他在被囚期間曾經遊說曾國藩反清自立但未遂。1864年8月7日，被曾國藩下令處刑於江寧，免凌迟，处以斩首，终年40歲。在臨刑前，李秀成毫無戚容，談笑自若，並寫有十句絕命詩敘其盡忠之意。李鴻章寫信予曾國藩，表示在閱覽完《李秀成自述》後，也感動讚譽李秀成是「英雄人物」。

## 其他
今蘇州尚存太平天國忠王府舊址。
李秀成從蘇州撤退到南京以前，將天王洪秀全賜予他的佩劍交給堂弟侍王李世賢。1864年，李世賢在溧陽戰敗，此劍落入查理·戈登手中。戈登將此劍贈予維多利亞女王的堂兄弟劍橋公爵。英国太平天国史研究专家、英中友好協會委員柯文南在1961年3月找到並購買了這把寶劍，1962年8月將它贈予中國政府，現由中國國家博物館收藏。

## 影视形象
| 演員   | 作品     | 年份 | 类型   |
| 歐瑞偉 | 太平天國 | 1988 | 電視劇 |
| 師小紅 | 太平天國 | 2000 | 電視劇 |